# Andrzej Krzywicki (matematyk)
Andrzej Krzywicki (ur. 2 lutego 1928 w Puławach) – polski matematyk, profesor nauk matematycznych, pracownik Uniwersytetu Wrocławskiego.

## Życiorys
Od 1949 był pracownikiem Uniwersytetu Wrocławskiego. Doktoryzował się w 1957 (na podstawie pracy Sur la force frontale exercèe sur un obstacle par un liquide visqueux compressible napisanej pod kierunkiem Witolda Wolibnera i Jana Rzewuskiego), habilitował w 1967, w 1996 otrzymał tytuł profesora nauk matematycznych.
W swych pracach kontynuował prace Witolda Wolibnera, zajmował się m.in. równaniami różniczkowymi cząstkowymi. Razem z Jackiem Szarskim i Nachmanem Aronszajnem uzyskał twierdzenie o silnej przedłużalności rozwiązań pewnych równań eliptycznych.
W 1970 otrzymał Nagrodę Polskiego Towarzystwa Matematycznego im. Stanisława Zaremby, w 2005 został odznaczony Złotym Medalem Uniwersytetu Wrocławskiego.
W kwietniu 1978 został członkiem Towarzystwa Kursów Naukowych.